# قائمة حروب المغرب
هذه قائمة الحروب التي تشترك فيها المملكة المغربية والدول التي سبقتها.

## الدولة المرينية(1244–1465)
| الصراع                           | الطرف الأول                  | الطرف الثاني   | النتيجة                                                            | الحاكم             | الخسائر   |
| -------------------------------- | ---------------------------- | -------------- | ------------------------------------------------------------------ | ------------------ | --------- |
| معركة الدونونية (1275)           | الدولة المرينية مملكة غرناطة | مملكة قشتالة   | انتصار: - انتصار المغرب                                            | أبو يوسف يعقوب     | غير معروف |
| معركة الجزيرة الخضراء (1278)     | الدولة المرينية مملكة غرناطة | مملكة قشتالة   | انتصار: - انتصار المغرب                                            | أبو يوسف يعقوب     | غير معروف |
| حصار الجزيرة الخضراء (1278–1279) | الدولة المرينية مملكة غرناطة | مملكة قشتالة   | انتصار: - انتصار المغرب                                            | أبو يوسف يعقوب     | غير معروف |
| حصار تلمسان (1335–1337)          | الدولة المرينية              | مملكة تلمسان   | انتصار: - انتصار المغرب - المغرب يستولي على مملكة تلمسان ويحتلها   | أبو الحسن بن عثمان | غير معروف |
| حملة إفريقية (1347)              | الدولة المرينية              | الدولة الحفصية | انتصار: - انتصار المغرب - المغرب يستولي على الدولة الحفصية ويحتلها | أبو الحسن بن عثمان | غير معروف |
| سقوط سبتة (1415)                 | الدولة المرينية              | مملكة البرتغال | هزيمة: - البرتغال تنتصر على سبتة                                   | أبو سعيد عثمان     | غير معروف |
| معركة طنجة (1437)                | الدولة المرينية              | مملكة البرتغال | انتصار: - نصر مغربي حاسم                                           | أبو زكرياء يحيى    | غير معروف |

## السلطنة الشريفة(1510–1912)
| الصراع                                          | الطرف الأول | الطرف الثاني                                                                                                | النتيجة | الحاكم               | الخسائر                                |
| ----------------------------------------------- | --- | --- | --- | -------------------- | -------------------------------------- |
| سلالة السعديين                                  | | | |                      |                                        |
| سقوط أكادير (1541)                              | السلطنة الشريفة                                                                                                | الإمبراطورية البرتغالية                                                                                     | انتصار: - انتصار المغرب - المغرب يضم أكادير | محمد الشيخ           | غير معروف                              |
| معركة وادي اللبن (1558)                         | السلطنة الشريفة                                                                                                | الدولة العثمانية - إيالة الجزائر                                                                            | انتصار: - اغتيال محمد الشيخ بأوامر الجزائري حسن باشا. - حسن باشا يهرب إلى الجزائر | عبد الله الغالب      | غير معروف                              |
| الاستيلاء على مدينة فاس (1576)                  | السلطنة الشريفة - قوات محمد أبو عبد الله                                                                       | السلطنة الشريفة - قوات عبد الملك الدولة العثمانية                                                           | هزيمة: - القوات العثمانية تغزو فاس ثم مراكش. - عبد الملك يتولى الحكم على المغرب. | محمد أبو عبد الله    | غير معروف                              |
| معركة وادي المخازن أو معركة القصر الكبير (1578) | السلطنة الشريفة الدولة العثمانية                                                                               | الإمبراطورية البرتغالية                                                                                     | انتصار: - نصر مغربي حاسم - 1580 أزمة الخلافة البرتغالية - قيام الإمبراطورية المغربية الشريفية - البرتغال وإسبانيا يشكلان الاتحاد الأيبيري.                                                                      | عبد الملك            | 7000 (مصدر برتغالي) 1500 (مصدر إسباني) |
| معركة تونديبي (1591)                            | السلطنة الشريفة                                                                                                | إمبراطورية سونغاي                                                                                           | انتصار: - نصر مغربي حاسم - انهيار إمبراطورية سونغاي - تشكيل باشوية تمبكتو المغربي | أحمد المنصور         | غير معروف                              |
| معركة جني (1599)                                | السلطنة الشريفة - باشوية تمبكتو                                                                                | مملكة مالي                                                                                                  | انتصار: - نصر مغربي حاسم. - انهيار إمبراطورية مالي. | أحمد المنصور         | غير معروف                              |
| سلالة العلويين                                  | | | |                      |                                        |
| ضم العلويين لوجدة (1647)                        | السلطنة الشريفة                                                                                                | الدولة العثمانية - إيالة الجزائر                                                                            | انتصار: - المغرب يستولي على وجدة. - داهمت الأخيرة منطقة تلمسان وتوغلت حتى الأغواط - تم التفاوض على معاهدة السلام مع باشا الجزائر عام 1647.                                                                      | محمد الأول بن الشريف | غير معروف                              |
| حرب التوحيد المغربية (1659–1668)                | السلطنة الشريفة                                                                                                | الزاوية الدلائية إمارة الشعبانيين قوات الخضر غيلان إمارة إيليغ قوات الشيخ الراس مملكة تطوان جمهورية بورقراق | انتصار: - تم توحيد المغرب تحت حكم سلالة العلويين. | محمد الأول بن الشريف | غير معروف                              |
| حصار طنجة (1680–1684)                           | السلطنة الشريفة                                                                                                | مملكة إنجلترا                                                                                               | انتصار: - المغرب يضم طنجة | إسماعيل بن الشريف    | غير معروف                              |
| حصار المهدية (1681)                             | السلطنة الشريفة                                                                                                | الإمبراطورية الإسبانية                                                                                      | انتصار: - المغرب يضم المهدية. | إسماعيل بن الشريف    | غير معروف                              |
| حصار العرائش (1689)                             | السلطنة الشريفة                                                                                                | الإمبراطورية الإسبانية                                                                                      | انتصار: - المغرب يضم العرائش. | إسماعيل بن الشريف    | 10,000                                 |
| حملة معسكر (جزء من الحرب المغاربية) (1699–1700) | السلطنة الشريفة                                                                                                | الدولة العثمانية - إيالة الجزائر                                                                            | انتصار: - المغرب يضم بايلك الغرب. | إسماعيل بن الشريف    | غير معروف                              |
| الحرب المغاربية (1699–1702)                     | الجبهة الغربية: السلطنة الشريفة الجبهة الشرقية: الدولة العثمانية - إيالة تونس الدعم: - إيالة طرابلس (بعد 1700) | الدولة العثمانية - إيالة الجزائر - إيالة طرابلس (قبل 1700)                                                  | مأزق: - نجح المغرب في الاستيلاء على بايلك الغربوالأراضي حتى وادي الشلف. - نجحت تونس في الاستيلاء على بايلك الشرق - قام داي الجزائر في وقت لاحق بهجوم مضاد واستعادة الأراضي التي فقدها بدعم من السلطان العثماني. | إسماعيل بن الشريف    | غير معروف                              |
| معركة العرائش (1765)                            | السلطنة الشريفة                                                                                                | مملكة فرنسا                                                                                                 | انتصار: - هُزمت الحملة الفرنسية - خسارة السفن والقوات الفرنسية | محمد بن عبد الله     | 30                                     |
| حصار مليلية (1774)                              | السلطنة الشريفة الدعم: بريطانيا العظمى                                                                         | الإمبراطورية الإسبانية                                                                                      | هزيمة: - معاهدة ارانجويز - المغرب يعترف بالحكم الاسباني لمليلية | محمد بن عبد الله     | 600                                    |
| احتلال الريف (1792)                             | السلطنة الشريفة                                                                                                | الدولة العثمانية - إيالة الجزائر                                                                            | انتصار: - المغرب يستولي على وجدة - نهاية الصراعات بين إيالة الجزائر والإمبراطورية الشريفة | سليمان بن محمد       | غير معروف                              |
| حرب طرابلس (1801–1805)                          | السلطنة الشريفة (1802) الدولة العثمانية - إيالة طرابلس - إيالة الجزائر - إيالة تونس                            | الولايات المتحدة السويد (1801–1802) صقلية                                                                   | اتفاقية سلام: - المغرب يوقع هدنة 1802 | سليمان بن محمد       | 0                                      |
| الغزو الفرنسي للجزائر (1830–1903)               | إيالة الجزائر امارة عبد القادر الدعم: السلطنة الشريفة (1830–1844)                                              | مملكة فرنسا - الجزائر الفرنسية                                                                              | اتفاقية سلام: - اعترف المغرب بالجزائر كجزء من الإمبراطورية الفرنسية في أعقاب الحرب الفرنسية المغربية عام 1844.                                                                                                  | عبد الرحمن بن هشام   | غير معروف                              |
| الحرب الفرنسية المغربية (1844)                  | السلطنة الشريفة المقاومة الجزائرية                                                                             | مملكة فرنسا - الجزائر الفرنسية                                                                              | هزيمة: - معاهدة طنجة - المغرب يوافق على الاعتراف بالجزائر كجزء من الإمبراطورية الفرنسية. | عبد الرحمن بن هشام   | 870 قتيلا فقد 28 مدفعًا جرح مجهول       |
| الحرب الإسبانية المغربية (1859–1860)            | السلطنة الشريفة                                                                                                | مملكة اسبانيا                                                                                               | هزيمة: - المغرب يعترف بالسيادة الإسبانية على سبتة ومليلية - المغرب يتنازل عن سيدي إفني لإسبانيا. | محمد الرابع          | 6,000                                  |
| ثورة بوحمارة (1902–1909)                        | السلطنة الشريفة                                                                                                | قوات بوحمارة                                                                                                | انتصار: - قمع تمرد بوحمارة. | عبد العزيز بن الحسن  | غير معروف                              |
| غزو فرنسا للمغرب (1907–1934)                    | السلطنة الشريفة (حتى 1912 ، معاهدة فاس) قوى المقاومة - قوات بوحمارة                                            | الجمهورية الفرنسية - المغرب الفرنسي - الجزائر الفرنسية                                                      | هزيمة: - وقع المغرب على معاهدة فاس سنة 1912. - تهدئة قوى المقاومة. | عبد العزيز بن الحسن  | غير معروف                              |

## المملكة المغربية(1956–حاضر)
| الصراع                          | الطرف الأول | الطرف الثاني | النتيجة | الحاكم       | الخسائر      |
| ------------------------------- | --- | --- | --- | ------------ | ------------ |
| حرب إفني (1957–1968)            | المغرب | إسبانيا - إفني فرنسا | انتصار: - هزيمة دفاعية إسبانية - إسبانيا تتنازل عن معظم إفني للمغرب. - نهاية الحماية الإسبانية في المغرب. | محمد الخامس  | 7            |
| حرب الرمال (1963)               | المغرب | الجزائر الدعم: الجمهورية العربية المتحدة | طريق مسدود: - إغلاق حدود جنوب فكيك. - تخلى المغرب عن نواياه للسيطرة على بشار وتندوف بعد وساطة منظمة الوحدة الأفريقية. | الحسن الثاني | 39           |
| حرب أكتوبر (1973)               | اتحاد الجمهوريات العربية - جمهورية مصر العربية - الجمهورية العربية السورية العراق الأردن الجزائر المغرب المملكة العربية السعودية كوبا كوريا الشمالية | إسرائيل | غير حاسمة على الجبهة المصريّة: - توغل الجيش الثالث المصري شرق القناة ومحاصرته، في مقابل توغل الجيش الإسرائيلي غرب القناة ولكن مع فشله في اقتحام مدينتي السويس والإسماعيلية. - توقيع اتفاقية فض الاشتباك الأولى التي انسحبت على إثرها القوات الإسرائيلية من غرب القناة إلى شرقها عند ممرات متلا والجدي، واحتفظت القوات المصرية بالخطوط التي وصلت إليها خلال الحرب، فيما قامت بتخفيض عدد قواتها بالشرق، وبقيت منطقة فاصلة بين القوات بين الخطوط الأمامية للطرفين تعمل فيها قوات الطوارئ الدولية. تفوق إسرائيلي على الجبهة السوريّة: - توغل الجيش الإسرائيلي داخل الأراضي السورية وتشكيل جيب سعسع بعمق 15 كم. | الحسن الثاني | 6            |
| المسيرة الخضراء (1975)          | المغرب | إسبانيا - الصحراء الإسبانية | انتصار: - اسبانيا يخرج من المنطقة | الحسن الثاني | غير معروف    |
| حرب الصحراء الغربية (1975–1991) | المغرب موريتانيا (1975–1979) فرنسا (1977–1978) الدعم: المملكة العربية السعودية الولايات المتحدة                                                      | الجمهورية العربية الصحراوية الديمقراطية - جبهة البوليساريو الجزائر (معركة أمغالا الأولى, من 1976) الدعم: ليبيا (حتى 1984) كوريا الشمالية (من 1978) | وقف إطلاق النار: انسحاب إسباني بموجب اتفاقيات مدريد (1976) انسحاب موريتاني (1979) وقف إطلاق بين المغرب وجبهة البوليساريو (1991) سيطرة المغرب على %75 من المنطقة، فيما جبهة البوليساريو على %25 في الجدار الرملي. | الحسن الثاني | 2,155– 2,300 |
| شابا الأولى (1977)              | زائير المغرب مصر | الجبهة الوطنية لتحرير الكونغو | انتصار: - طرد الجبهة الوطنية لتحرير الكونغو من كاتانغا | الحسن الثاني | 8            |
| حرب الخليج الثانية (1990–1991)  | الكويت الولايات المتحدة المملكة المتحدة المملكة العربية السعودية فرنسا كندا مصر سوريا المغرب عمان قطر أستراليا                                       | العراق | انتصار: - انسحاب عراقي من الكويت؛ استعادة النظام الأميري - عقوبات على العراق - خسائر فادحة وتدمير البنية التحتية العراقية والكويتية - إقامة مناطق حظر الطيران العراقية | الحسن الثاني | غير معروف    |
| التمرد في المغرب العربي (2002–) | المغرب الجزائر تونس ليبيا موريتانيا مالي النيجر تشاد فرنسا الدعم: الولايات المتحدة المملكة المتحدة                                                   | القاعدة في بلاد المغرب الإسلامي | مستمرة: - الإسلاميون يسيطرون على شمال مالي - الإسلاميون يستولون على الأراضي في ليبيا نتيجة الحرب الأهلية الليبية | محمد السادس  | غير معروف    |
| التدخل العسكري في اليمن (2015–) | حكومة هادي المملكة العربية السعودية الإمارات العربية المتحدة السنغال السودان قطر البحرين الكويت الأردن المغرب مصر فرنسا                              | اللجنة الثورية - حوثيون - الموالين لصالح | مستمرة - أعلان التحالف تحقيق أهداف عملية عاصفة الحزم، و وقف تقدم الحوثيين، ولكنه فشل في تدمير قوتهم بشكل كامل. - أعلنت قوات التحالف بدء "عملية اعادة الأمل" وتسيير الاغاثة الانسانية والتحرك نحو استئناف العملية السياسية، وأعلنت عدد من الهدنات الإنسانية، مع الإستمرار بالقصف الجوي والحصار البحري رغم ذلك. - لم تُستأنف العملية السياسية وقامت قوات التحالف بدعم القوات الموالية لهادي التي تمكنت من استعادة أجزاء واسعة من اليمن. - عودة عبد ربه منصور هادي والحكومة اليمنية إلى عدن، واستمرار المعارك في تعز ومأرب والحدود اليمنية السعودية.                                                         | محمد السادس  | 10           |